# John Malachi

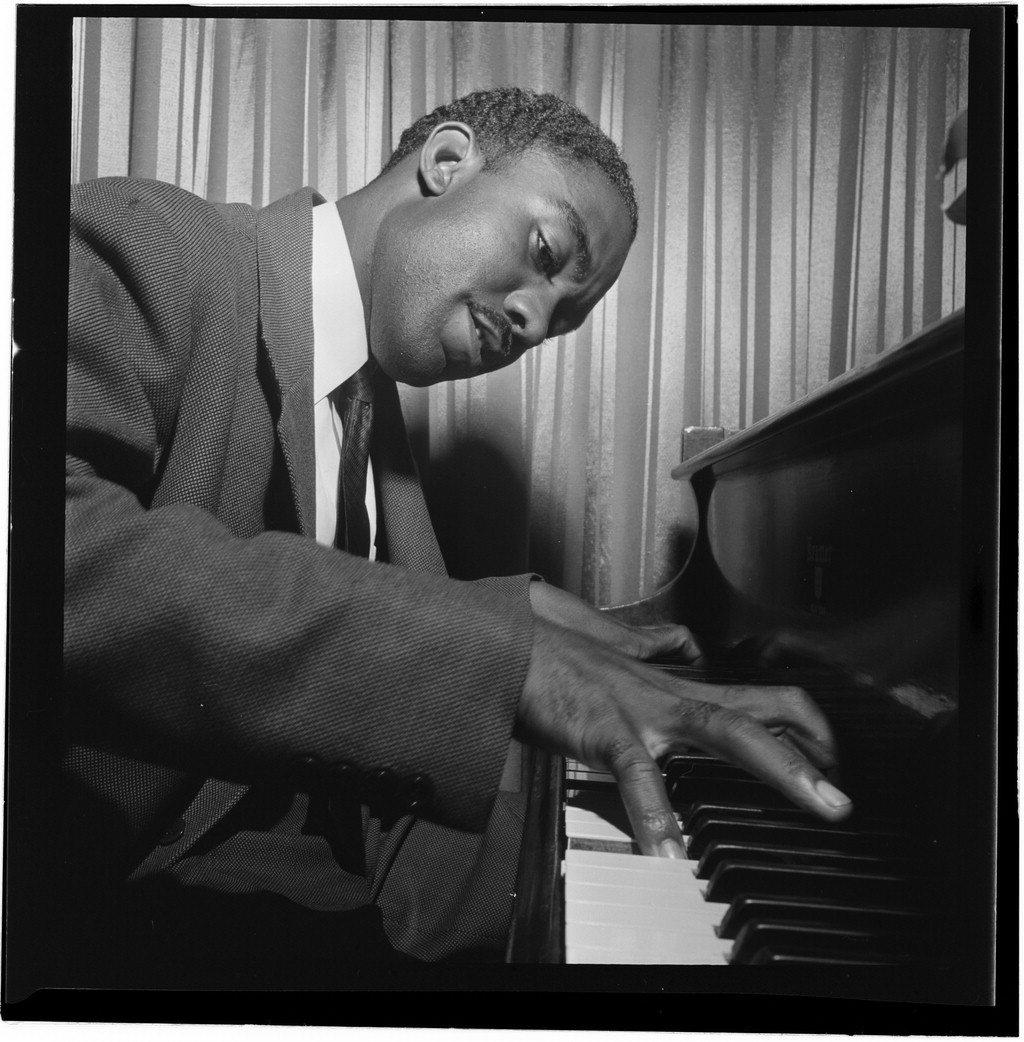
John Malachi.
Fotografie von William P. Gottlieb.

John Malachi (* 6. September 1919 in Red Springs, North Carolina; † 11. Februar 1987) war ein US-amerikanischer Jazzpianist und Arrangeur.
John Malachi war Autodidakt und begann seine Musikerkarriere 1943/44 bei Trummy Young. 1944/45 gehörte er Billy Eckstine and His Orchestra an; 1947 arbeitete er erneut bei Eckstine, für den er auch Arrangements lieferte. Außerdem spielte er bei Illinois Jacquet (1948), Louis Jordan (1951) und begleitete Sänger wie Pearl Bailey, Dinah Washington (1951), Sarah Vaughan, Al Hibbler (1955–58) und Joe Williams. In den 1960er Jahren war er als Tourneemusiker unterwegs; die letzte Hälfte seines Lebens verbrachte er in Washington, D.C. als freischaffender Musiker, spielte mit gastierenden Bands und Künstlern. Außerdem leitete er Workshops, die in Clubs wie Jimmy MacPhail's Gold Room oder Bill Harris's Pig's Foot stattfanden.

## Diskographische Hinweise
- Sarah Vaughan: 1944-1946 (Classics)
- Sarah Vaughan: Perdido – Live at Birdland 1953 (Natasha, 1953)
- Sarah Vaughan: Swingin’ Easy (EmArCy, 1954)
- Kai Windiing und J. J. Johnson: Kai and Jay and Bennie Green with Strings (OJC, 1952/54)